# Sherine
Sherine, pseudonimo di Sherine Sayed Mohamed Abdel Wahab (in arabo شيرين سيد محمد عبد الوهاب‎?, Shirīn Sayyid Muḥammad ʿAbd al-Wahhāb; Il Cairo, 8 ottobre 1980), è una cantante e attrice egiziana.
Cantante carismatica dalla voce potente, Sherine ha iniziato ad avere successo negli ultimi anni '90, rivelandosi un'artista poliedrica. Ha lavorato nel cinema, nella televisione e si è distinta anche come conduttrice e giudice in The Voice: Ahla Sawt (in arabo أحلى صوت‎?, ʾAḥlā Ṣawt, "La voce più bella"), la versione araba del programma internazionale The Voice.

## Discografia parziale
- 2003: "Naseeni"
- 2005: "Enta Akher Wahed"
- 2008: "Mesh Awza Gheirak Enta"
- 2009: "Kattar Kheyre"
- 2014: "Kolli Melkak"
- 2018: "Nassay"
- 2020: "Ala bali"

## Cinema
- 2003: Mido Mashakel ("Mido il casinista")

## TV

### Serie
- 2015: Tareeki ("La mia via"), serie televisiva per il mese del Ramadan

### Programmi di intrattenimento
- 2012: The Voice: Ahla Sawt, 1ª edizione
- 2014: The Voice: Ahla Sawt, 2ª edizione
- 2015: The Voice: Ahla Sawt, 3ª edizione
- 2017: Sherry's Studio, talk show sul canale egiziano DMC